# Laneuveville-en-Saulnois
Laneuveville-en-Saulnois (1915-1918 Neuheim in Lothringen, 1940-1944 Neuheim) – miejscowość i gmina we Francji, w regionie Grand Est, w departamencie Mozela.
Według danych na rok 1990 gminę zamieszkiwało 139 osób, a gęstość zaludnienia wynosiła 21 osób/km² (wśród 2335 gmin Lotaryngii Laneuveville-en-Saulnois plasuje się na 906. miejscu pod względem liczby ludności, natomiast pod względem powierzchni na miejscu 866.).